# Naturschutzgebiet Altholzbestand Kirchhagen

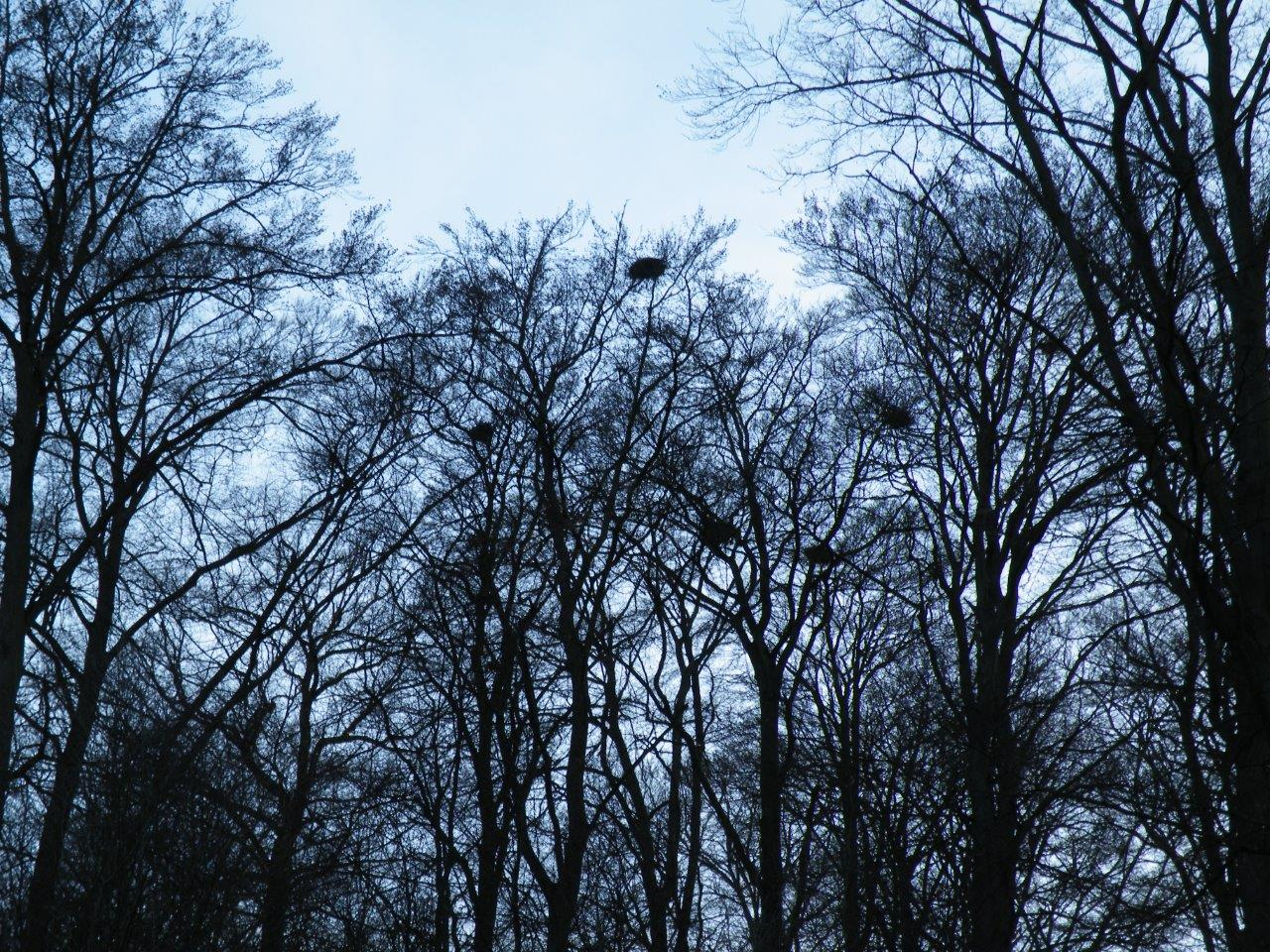
Graureiherhorste am Kirchhagen 2017

Das Naturschutzgebiet Altholzbestand Kirchhagen mit einer Größe von 19,6 ha lag zwischen Eslohe und der Bundesstraße 55 bzw. Haus Wenne. Am 30. Januar 1980 erfolgte die Einstweilige Sicherstellung vom Naturschutzgebiet Altholzbestand Kirchhagen für vier Jahre.  Das Gebiet wurde am 1. März 1985 von der Bezirksregierung Arnsberg per Verordnung als Naturschutzgebiet (NSG) ausgewiesen. 2008 wurde das Gebiet mit dem Landschaftsplan Eslohe durch den Hochsauerlandkreis als Teilfläche vom Landschaftsschutzgebiet Eslohe ausgewiesen. Im Nordwesten grenzte das NSG direkt an die Bebauung von Eslohe. Im Norden und Osten grenzte es direkt an die B 55.

## Gebietsbeschreibung und Graureiher-Kolonie
Beim Gebiet handelt es sich um einen Rotbuchenbestand am Kirchhagen, auch als Wenner Stich bekannt. Das NSG liegt an einem Steilhang direkt bis an B 55. In dem Gebiet brüten mindestens seit den 1950er Jahren Graureiher in einer Kolonie. Zu dieser Zeit war diese Kolonie die einzige im ganzen Sauerland. Es handelt sich auch um die älteste bekannte Graureiher-Kolonie im Sauerland. Auch 1965 wird die Kolonie ohne Anzahl der Horste erwähnt. Es wurden 1968 26 Brutpaare gezählt. In den 1970er Jahren war diese Kolonie mit 40 bis 60 Brutpaaren die größte in NRW. Noch 2014 brüteten dort Graureiher. Es war die letzte Kolonie in NRW, wo Graureiher in Buchen brüten. Im Gebiet kam es auch zu Bruten von Rotmilan und Schwarzmilan.
Im NSG wurden Ende des 20. und Anfang des 21. Jahrhunderts vom Eigentümer Freiherr von Weichs alle Altbuchen in Straßennähe gefällt. Als Grund wurde die Verkehrssicherungspflicht angeführt. Die Fläche wurde 2006 vom Land Nordrhein-Westfalen (NRW) angekauft. Im Grundbuch wurde als Eigentümer das Land NRW eingetragen, zusätzlich wurde eingetragen vertreten durch das Umweltministerium. Ankaufgrund war der Artenschutz für die Graureiher-Kolonie.

## NSG-Ausweisung und Schutzzweck des NSG
Die Einstweilige Sicherstellung vom Naturschutzgebiet Altholzbestand Kirchhagen für vier Jahre erfolgte 1980 „zur Sicherung von Vielfalt, Eigenart und Schönheit dieser Landschaft: Naturnaher Laubwald an einem Steilhang sowie zur Bewahrung von Lebensstätten bestimmter Tiere: Brutgebiet des Graureihers, einer nach der Roten Liste der in Nordrhein-Westfalen in ihrer Existenz stark gefährdeten Vogelart.“ Bei der Einstweiligen Sicherstellung  wurde zusätzlich zu den normalen Verboten in Naturschutzgebieten aufgeführt „das Fällen von Horstbäumen; die Durchführung von forstliche Arbeiten zwischen dem 1. Februar und dem 30. Juni eines jeden Jahres.“
Die unbefristete NSG Ausweisung erfolgte 1985 „zur Erhaltung und Förderung der Lebensgemeinschaften der naturnahen Laubwaldgesellschaften sowie besonders der überregional bedeutsamen Graureiherkolonie; wegen der Seltenheit und hervorragenden Schönheit dieser Fläche: naturnaher Buchenbestand in einer von Fichtenkulturen geprägter Landschaft.“ Bei der Ausweisung wurde zusätzlich zu den normalen Verboten in Naturschutzgebieten aufgeführt „die Jagd auf Graureiher, das Fällen von Horstbäumen der Graureiher und forstliche Arbeiten zwischen dem 1. Februar und dem 30. Juni.“

## Ende des NSG-Status
Im Entwurf des Landschaftsplanes Eslohe war die Fläche als NSG „Graureiherkolonie Altholzbestand Kirchhagen“ enthalten. In der Endfassung des Landschaftsplanes Eslohe fehlte das NSG und die Fläche wurde dem Landschaftsschutzgebiet Eslohe zugeschlagen. Die Untere Landschaftsbehörde hatte bei einer Diskussion im Landschaftsbeirat 2007 als Gründe genannt, dass der Brut-Bestand des Graureihers in der Kolonie zurückgegangen sei; der Gesamtbestand des Graureihers im Hochsauerlandkreis zugenommen habe und der Kreis wolle nicht die Kosten der Verkehrssicherungspflicht tragen. Im Biotopkataster des Landesamtes für Natur, Umwelt und Verbraucherschutz Nordrhein-Westfalen befand sich die Fläche bis Anfang 2015 als Naturschutzgebiet Altholzbestand Kirchhagen. Dort war aufgeführt „Nicht zuletzt die hohe historische Wald-Kontinuität, die durch das Vorkommen von Arten wie Einbeere, Waldmeister, Vielblütige Weißwurz und Hexenkraut belegt ist und die langjährige Graureiherkolonie sind wertbestimmende Merkmale für das NSG.“ Das Biotopkataster des Landes NRW fordert fürs Gebiet „naturnahe Waldbewirtschaftung“ und „kein Kahlschlag“.

## Geschichte nach Ende des NSG-Status

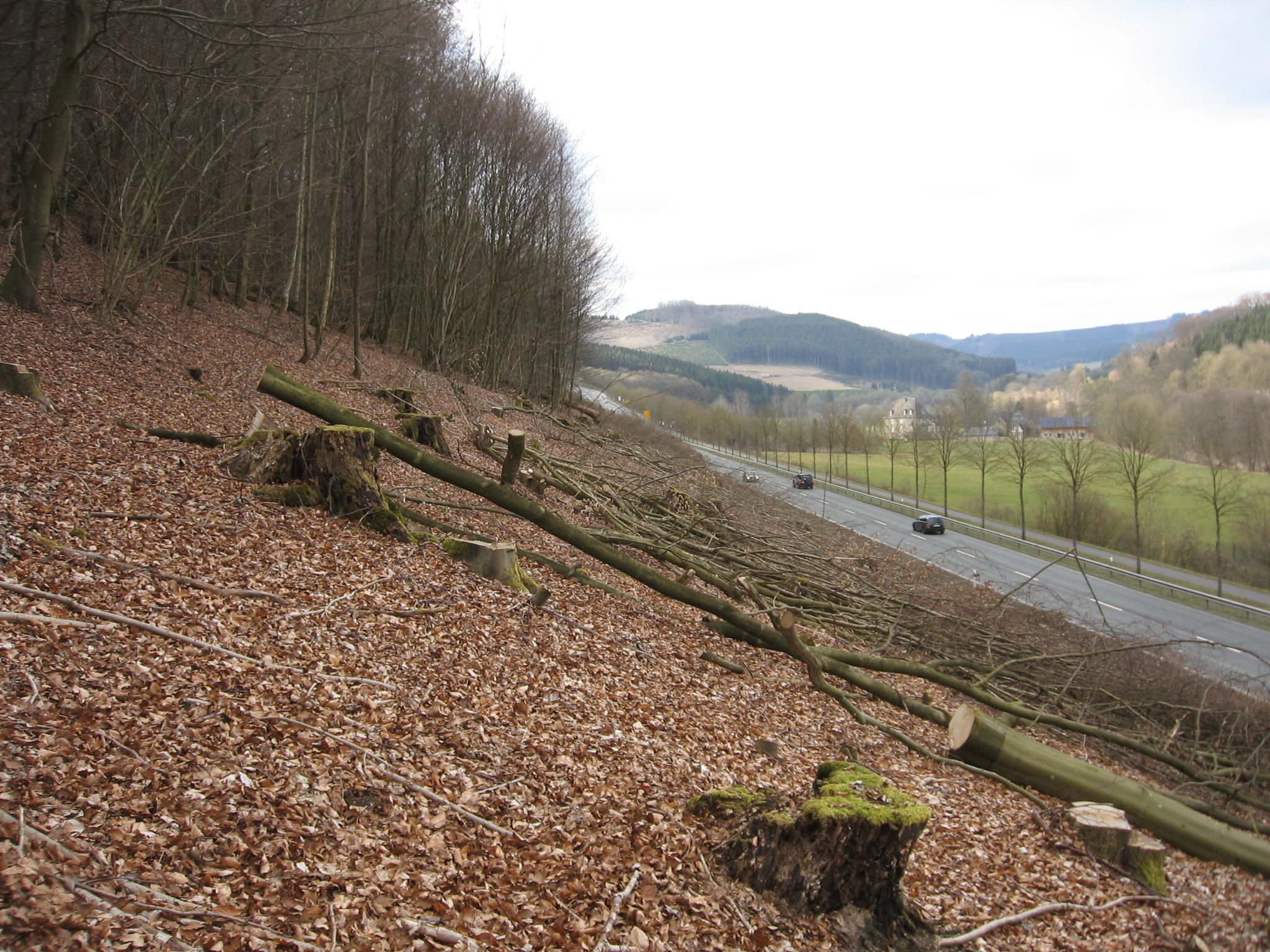
Totalkahlschlag am Kirchhagen 2015, rechts Wennetal und Haus Wenne

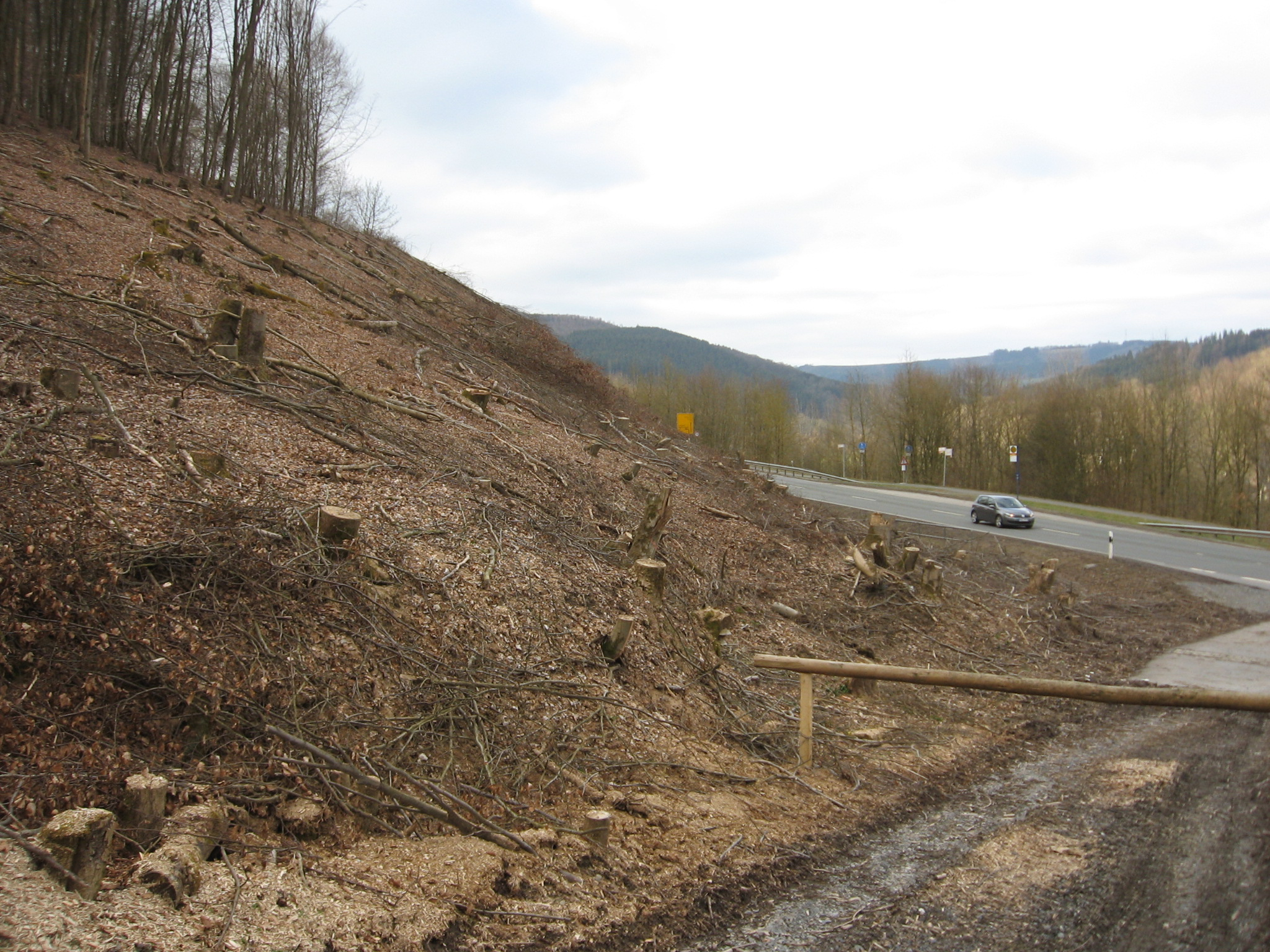
Weiterer Bereich weiter nördlich

Im Oktober 2014 wurde ein Totalkahlschlag durch das Land NRW bzw. den Landesbetrieb Wald und Holz NRW auf einer Breite von 10 m bis 56 m entlang der Bundesstraße 55 durchgeführt. Dabei wurden alle Gehölze gleich welcher Größe umgesägt. Nach dem Kahlschlag machte der Verein für Natur- und Vogelschutz im Hochsauerlandkreis eine Eingabe wegen des Totalkahlschlags bei Johannes Remmel Minister für Klimaschutz, Umwelt, Landwirtschaft, Natur- und Verbraucherschutz in NRW und bat um Stellungnahme.
Mit Schreiben vom 27. Mai 2016, beim VNV eingegangen am 7. Juni 2016, antwortete Herr Kaiser vom Umweltministerium im Auftrag des Ministers Johannes Remmel. Das Umweltministerium schrieb u. a.:
„Der von Ihnen angesprochene Fall wurde von mir mit der Abteilung des Landesbetriebes, die den Staatswald bewirtschaftet, in einem gesonderten Termin zu den im Landeseigentum stehenden Flächen erörtert und die Vorgehensweise gerade der von Ihnen kritisierten Maßnahme als Übermaß charakterisiert und um Beachtung in künftigen Fällen gebeten. Der Landesbetrieb Wald und Holz NRW wurde angewiesen, die Verkehrssicherung auf Waldflächen sensibel durchzuführen und auch im Wege der Beratung von Dritten darauf zu achten, dass nur im notwendigen Umfang in die Bestände eingegriffen wird. Dies wurde insbesondere für naturschutzfachlich bedeutende Flächen besprochen und die dort möglicherweise notwendigen Zusatzprüfungen (Artenschutz/FFH) behandelt. Im konkreten Fall lag nach Ansicht des MKULNV keine Veranlassung vor, den Bestand in der vorgefundenen Form zu behandeln. Ich gehe davon aus, dass die Termine mit dem Landesbetrieb Wald und Holz NRW auf landeseigenen Flächen und in Beratung von Waldbesitzern zukünftig zu einer angemessenen Handhabung der Verkehrssicherung führen werden. Für Ihren engagierten Brief und ihr Problembewusstsein in der Sache möchte ich mich bedanken.“

## Sonstiges
Bei der Unteren Naturschutzbehörde des Hochsauerlandes gibt es einen dicken Aktenordner mit Namen Kirchhagen Eslohe. Das erste Schriftstück in der Akte ist ein Schreiben der Unteren Naturschutzbehörde an die Staatliche Vogelschutzwarte in Essen mit dem Betreff Graureiherkolonie Wenner Stig vom April 1968. Im Aktenordner ist die Meldung Kahlschlag auf Landesfläche auf der Homepage des Verein für Natur- und Vogelschutz im Hochsauerlandkreis vom November 2014 die letzte Seite.